# Рагимов, Ильгам Мамедгасан оглы
Ильгам Мамедгасан оглы Рагимов (азерб. İlham Məhəmmədhəsən oğlu Rəhimov; 14 января 1951, Караханлы, Товузский район, Азербайджанская ССР, СССР) — российский и азербайджанский учёный-правовед, бизнесмен, автор научных работ по пенологии.
В 1988 году Рагимов получил докторскую степень юридических наук на юридическом факультете Ленинградского государственного университета. C 1992 по 1996 год возглавлял Азербайджанский институт судебной экспертизы и криминалистики. С 1996 по 1999 год был проректором Высшего дипломатического колледжа в Баку.
Рагимов покинул должность в дипломатической академии и сконцентрировался на бизнесе в сфере коммерческой недвижимости сразу после назначения Владимира Путина председателем российского правительства — со времён совместного обучения в ЛГУ Ильгам Рагимов является одним из ближайших друзей Путина. До 2018 года он был миноритарным акционером (10—15 %) в ряде крупнейших проектов группы компаний «Киевской площади»: ТЦ «Европейский», гостинице «Украина», рынке «Садовод» и других крупных торговых площадках Москвы. В 2014 году имя Рагимова было включено в список Forbes самых богатых бизнесменов России, его состояние оценили в $500 млн.
С именем Рагимова также связывают строительство крупнейших объектов недвижимости для Владимира Путина, включая «первую дачу» в селе Парковое недалеко от Ялты и «дворец Путина» в Геленджике. В 2023 году Ильгам Рагимов был включён в санкционные списки Канады как причастный к вторжению России в Украину.

## Биография
Ильгам Рагимов — один из самых непубличных миллиардеров России. Известно, что он родился в 1951 году в селе Караханлы Товузского района на северо-западе Азербайджана, недалеко от границы с Арменией. Его дядя занимал должность прокурора.
В 19 лет Ильгам Рагимов поступил на юридический факультет Ленинградского университета, где проучился с 1970 по 1975 год. Во время учёбы он сблизился с однокурсником Владимиром Путиным. Рагимов был старостой группы ЮФ-1, Путин учился в группе ЮФ-4. Они не только вместе посещали занятия в университете и ходили на секцию дзюдо, но и дружили семьями. Из немногочисленных интервью и свидетельств одногруппников известно, что Рагимов часто приходил в гости в ленинградскую квартиру Путина, а Путин, в свою очередь, несколько раз приезжал в Азербайджан и останавливался в доме отца Рагимова. Помимо этого, в близкий круг общения Путина и Рагимова входили Виктор Хмарин (в будущем — приближенный к власти предприниматель и партнёр Рагимова), Виталий Мозяков (генерал-лейтенант юстиции), Николай Егоров (сооснователь адвокатского бюро «Егоров, Пугинский, Афанасьев и партнёры» и предприниматель), Александр Бастрыкин (председатель Следственного комитета РФ).
Во время учёбы Рагимов интересовался уголовным правом, своим учителем считал руководителя профильной кафедры Николая Беляева. После окончания университета он работал в Ленинградской прокуратуре и одновременно продолжил обучение в аспирантуре ЛГУ, где защитил кандидатскую, а затем и докторскую диссертации в 1988 году.
Впоследствии Рагимов переехал в Баку, где работал в Министерстве юстиции Азербайджана. С 1992 по 1996 год он возглавлял Азербайджанский институт судебной экспертизы и криминалистики. В 1996 году Рагимов был назначен проректором Высшего дипломатического колледжа в Баку. В начале 90-х одним из его ближайших друзей стал будущий генеральный прокурор Азербайджана Эльдар Гасанов. Хотя в это время Владимир Путин строил карьеру в КГБ, друзья продолжали тесно общаться. Впоследствии Рагимов заявил, что с Владимиром Путиным они друзья более «сорока лет».
Рагимов был членом оппозиционной Демократической партии Азербайджана. В 2002 году он баллотировался в депутаты Национального собрания Азербайджана от Товузского округа, но не был избран и с тех пор не принимал активного участия в политической жизни страны.

## Бизнес
После назначения Владимира Путина на должность председателя правительства в ноябре 1999 года Ильгам Рагимов начал активно заниматься бизнесом, покинув пост проректора Высшего дипломатического колледжа в Баку. В том же месяце он возглавил юридический отдел в нефтяной компании «Лукойл-Азербайджан». 16 ноября 2001 года Рагимов был избран членом наблюдательного совета банка «Флора Москва», председателем которого стал его однокурсник и друг Путина — Виктор Хмарин.

### Предполагаемая недвижимость для Владимира Путина

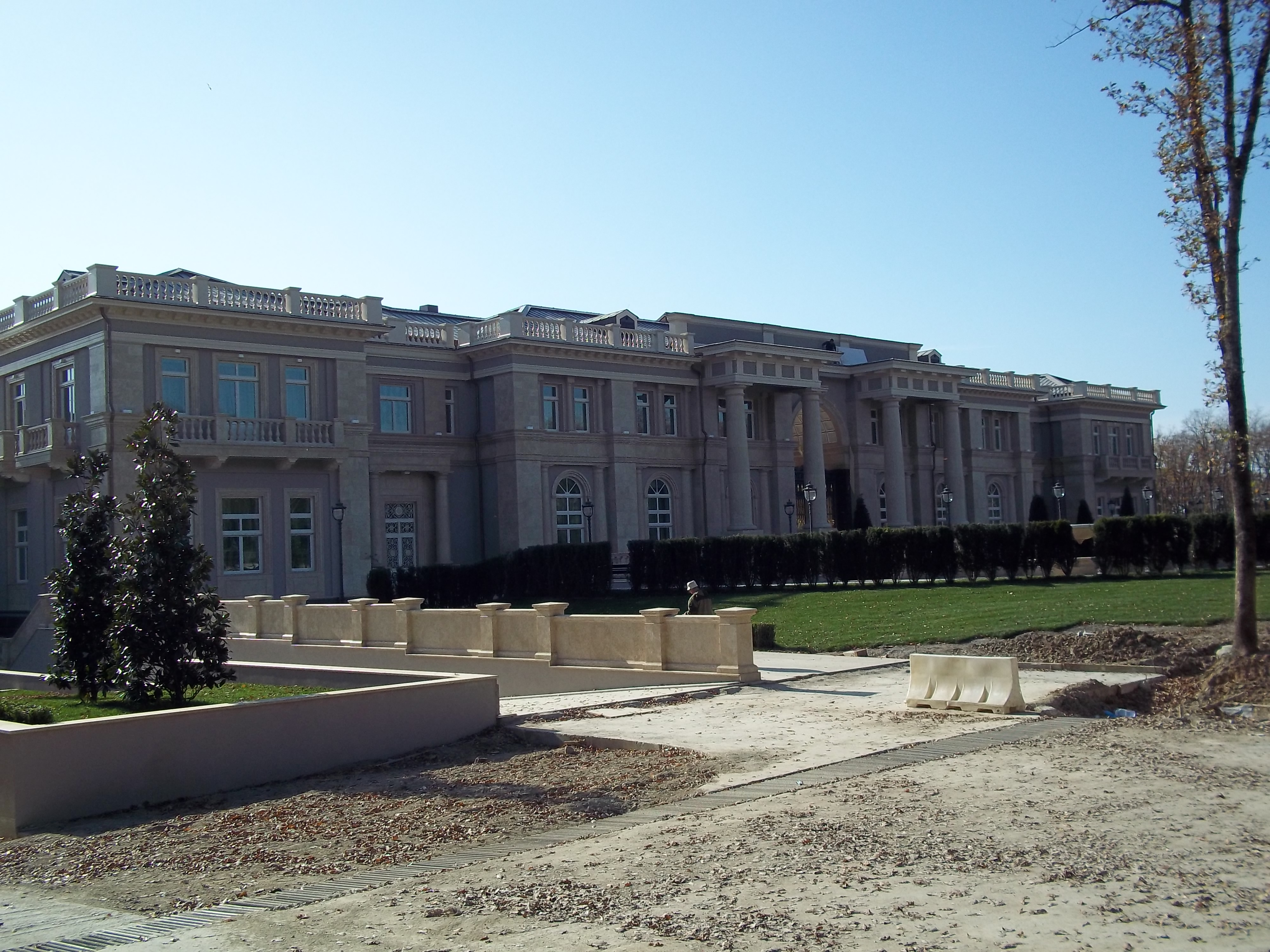
«Дворец Путина» в Геленджике, строительство которого софинансировала фирма Рагимова

В 2002 году Ильгам Рагимов основал в Москве ООО «Рисско». В 2003 году компания приобрела участок размером 20 га в селе Парковое неподалёку от Ялты. Вскоре на участке началось масштабное строительство элитного отеля. К концу 2005 года 26 % акций «Рисско» перешло к ООО «Озон», дочерней компании «Газпром добыча Оренбург». В 2007 году ООО «Озон» выкупило «Рисско» у Рагимова за 2,3 млрд рублей. В 2011 году на территории был открыт отель «Крымский бриз», представляющий собой комплекс из элитных вилл и апартаментов, стоимость пребывания в котором в 2014 году варьировалась от 120 до 300 тысяч рублей за ночь. Украинские СМИ описывали участок в Парковом как один из первых «дворцов Путина». Во время строительства отеля «Крымский бриз» были выявлены многочисленные нарушения: строительные работы велись параллельно с проектированием, а вырубка деревьев проводилась несанкционированно.
В 2015 году Ильгам Рагимов в партнёрстве с двумя своими однокурсниками и друзьями Владимира Путина, Виктором Хмариным и Николаем Егоровым, основал компанию «Инвестиционные решения». Расследование Фонда борьбы с коррупцией выявило, что в 2019 году компания предоставила приблизительно 5 млрд рублей петербургской фирме «Бином», принадлежащей олигарху Юрию Ковальчуку, для строительства «дворца Путина» в Геленджике.

### Доли в «Киевской площади»

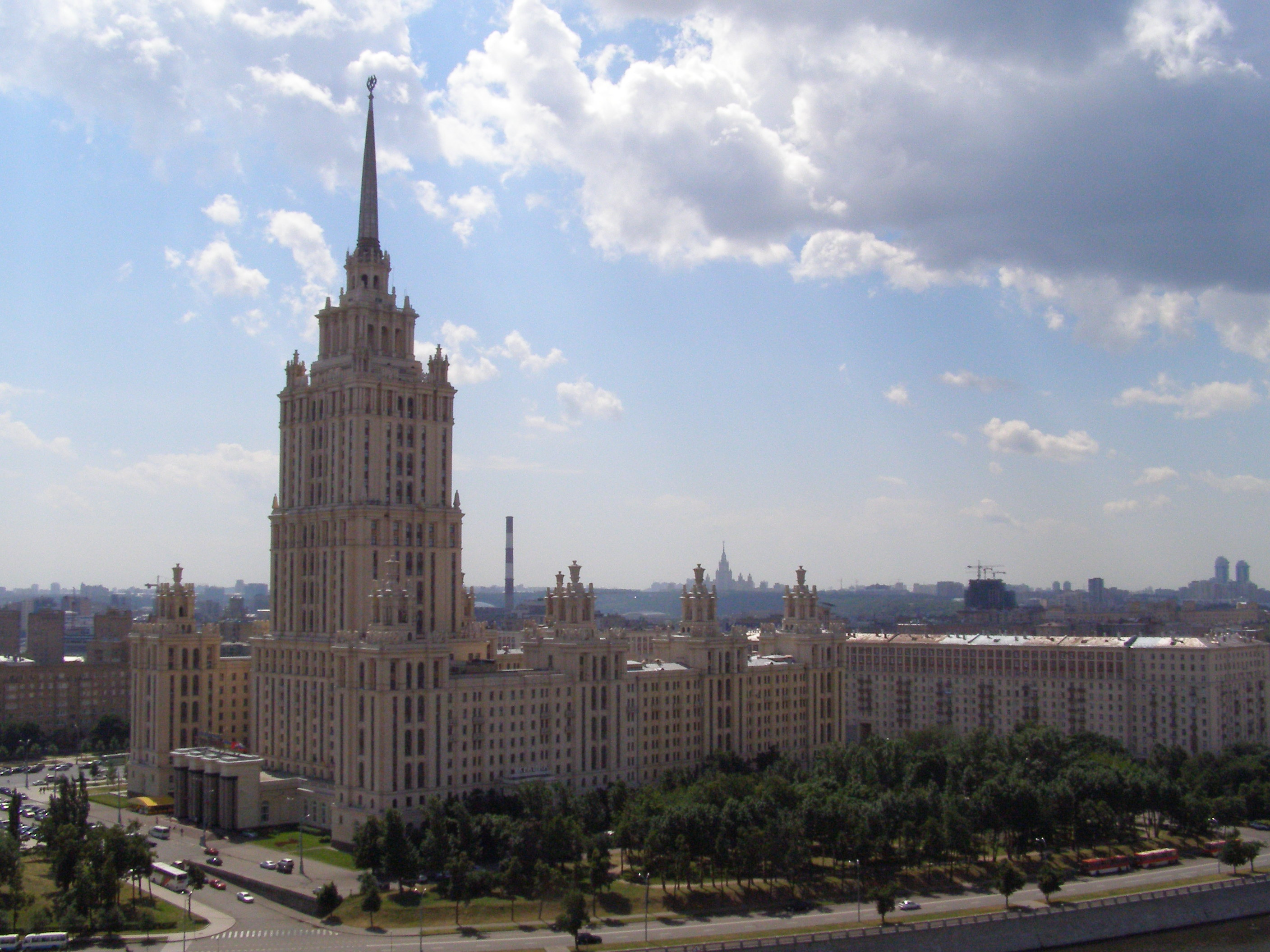
Гостиница «Украина» в 2006 году

С начала 2000-х годов и до 2018 года Ильгам Рагимов владел долями в холдинге «Киевская площадь», принадлежащем миллиардерам Году Нисанову и Зараху Илиеву. Согласно расследованию Forbes, Рагимов познакомился с семьёй Нисановых во время отдыха в Кубинском районе Азербайджана. Там он завязал дружбу с директором местного консервного завода Семёном Нисановым, отцом Года Нисанова. С 1999 года совместный бизнес Года Нисанова и Зараха Илиева, начавшийся с оптовой торговли на Черкизовском рынке, значительно расширился, и к началу 2000-х Нисанов и Илиев стали совладельцами Черкизовского рынка.
Рагимов владел долями (примерно 10—15 %) в каждом крупном проекте холдинга, управляющего ведущими московскими рынками, торговыми центрами и гостиницами. «Киевская площадь» занимает лидирующие позиции в рынке коммерческой недвижимости. В активы Рагимова входили доли в таких объектах, как рынок «Садовод», ТЦ «Панорама», ТЦ «Европейский», гостиница «Украина» и Центральный рынок. Состояние каждого из основателей холдинга, Зараха Илиева и Года Нисанова, оценивается Forbes на март 2024 в $3,3 млрд. При этом через рынок «Садовод» проходили значительные потоки нелегальной наличности, и он долгое время служил крупнейшим в Москве центром для обналичивания криптовалюты, где основными участниками криптобизнеса были китайские торговцы. По данным на 2019 год, ежемесячные расчёты по таким операциям могли достигать до 600 млрд рублей.
В 2008 году Рагимов стал владельцем компании «Грандтитул», которая в 2004 году приобрела крупный мебельный центр Москвы — ТЦ «Гранд», входящий в состав «Киевской площади». До этого ТЦ «Гранд» был одним из ключевых элементов в громком деле о контрабанде итальянской мебели, известном как дело «Трёх китов», где были замешаны представители «силовиков» и таможенных органов. В 2004 году в разрешение ситуации вмешался Владимир Путин. Компания управляет мебельными торговыми центрами «Гранд» и «Гранд-2», а также стала одним из девелоперов Москва-Сити. В 2015 году стало известно, что компания «Трэйд Инвестментс», входящая в структуру «Киевской площади» и в которой также есть доля Рагимова, выиграла конкурс на 4 млрд рублей, объявленный московскими властями, на строительство многофункциональных миграционных центров.
При этом представитель Нисанова и Илиева отрицал, что Ильгам Рагимов использует знакомство с Владимиром Путиным с пользой для бизнеса.
В 2018 году стало известно, что Рагимов вышел из числа совладельцев группы «Киевская площадь». Собственником доли стал партнёр Рагимова в азербайджанском юридическом бюро Fina.

### Антипинский НПЗ
В 2019 году стало известно о приобретении Ильгамом Рагимовым доли в Антипинском нефтеперерабатывающем заводе (Антипинский НПЗ), расположенном в Тюмени. В 2016 году согласно рейтингу Forbes предприятие заняло 43-е место по размеру выручки среди 200 крупнейших частных компаний России. Точная информация о совладельцах скрыта через цепочку офшорных компаний на Каймановых и Виргинских островах, однако, согласно оценкам «Коммерсанта», Рагимов владел не более чем в 7,4 % НПЗ.

## Состояние
Точное состояние Ильгама Рагимова неизвестно. Однако в 2014 году он вошёл в список богатейших предпринимателей России с состоянием в $500 млн. Оценка его состояния была произведена только исходя из стоимости его долей в объектах недвижимости «Киевской площади».

## Вовлечённость в азербайджано-российские отношения
Я общаюсь с Путиным, как со своим сокурсником, а не как с политиком и главой государства… Да, когда мы встречаемся с Путиным, мы говорим об этом, я довожу до его внимания свою личную позицию. Естественно, как для азербайджанца, карабахская проблема — это и моя боль.
Будучи азербайджанцем, Ильгам Рагимов активно выступал за присоединение Нагорного Карабаха к Азербайджану. В 2020 году, на фоне обострения ситуации в Нагорном Карабахе, на рынке «Фуд-сити», контролируемом «Киевской площадью», произошел инцидент, получивший название «абрикосовая война» — армянским экспортёрам было запрещено продавать свою продукцию на территории, принадлежащей азербайджанцам. Позже Рагимов в интервью азербайджанскому изданию Musavat заявил, что ущерб, нанесённый армянской стороне, исчисляется «сотнями миллионов».
До этого, в 2010 году, Рагимов посещал в тюрьме Рамиля Сафарова — азербайджанского офицера, осуждённого за убийство армянина Гургена Маркаряна во время языковых курсов в Венгрии. Кроме того, совместно с Эльдаром Гасановым и Виктором Хмариным, Рагимов участвовал в деятельности «Международного фонда сотрудничества и партнёрства Чёрного и Каспийского морей», занимавшегося различными проектами, в том числе разработкой кормовых добавок.

## Личная жизнь
О личной жизни Ильгама Рагимова известно немного. Считается, что Севиндж Ильгам кызы Рагимова — дочь Рагимова. Она также имеет доли в холдинге «Киевская площадь». На 2019 года Рагимова проживала в Москве на улице Климашкина в квартире, которая ранее принадлежала основателю «Капитал Групп» Владиславу Доронину, в том же доме, где и Алина Кабаева.
Азербайджанские СМИ сообщали, что Рагимов был одним из первых в Баку, кто начал ездить на автомобиле марки Maybach. После смерти своей жены он построил в её память больницу в родном селе Джиловдарлы в Товузском районе Азербайджана.

## Санкции
На фоне вторжения России на Украину Национальное агентство по предотвращению коррупции Украины выступило с инициативой о введении против Рагимова международных санкций. В обосновании говорится, что Рагимов ведёт «коммерческую деятельность в секторах экономики, обеспечивающих высокую доходную часть бюджета Российской Федерации, которая несет ответственность за войну в Украине, то есть является значительным источником доходов для ведения войны».
В апреле 2023 года Рагимов был включён в санкционный список Канады.

## Основные научные работы
- Теоретические и практические проблемы исправительно-трудового воздействия (Баку, 1981)[28];
- Теория судебного прогнозирования (Баку, 1987)[28];
- Философия наказания и проблема его назначения (Баку, 1998; Баку, 1999 на английском языке)[28];
- Преступность и наказание (Москва, 2012 на русском языке; Стамбул, 2014 на турецком языке; Баку, 2015 на азербайджанском языке)[28];
- Преступность и наказание (Санкт-Петербург, 2018, 2-е издание)[28];
- Философия преступления и наказания (Санкт-Петербург, 2013 на русском языке; Баку, 2014 на азербайджанском языке; Стамбул, 2014 на турецком языке; Лондон, 2015 на английском языке; Турин, 2015 на итальянском языке; Иерусалим, 2015 на иврите)[28];
- О нравственности наказания (Санкт-Петербург, 2016 на русском языке). Книга является продолжением размышлений автора о философской сущности наказания, ранее изложенных им в книгах «Преступность и наказание» (Москва, 2012), «Философия преступления и наказания» (Санкт-Петербург, 2013)[28];
- Бессмертная смертная казнь (Санкт-Петербург, 2017)[28];
- Терроризм в России и мире на современном этапе (Санкт-Петербург, 2018, в соавторстве)[28];
- Современное государство в эпоху глобальных трансформаций (Санкт-Петербург, 2019, в соавторстве)[28].

## Награды и почётные звания
- Орден Петра Великого II степени Российской академией безопасности, обороны и правопорядка[29]
- «Заслуженный юрист Азербайджанской Республики» (2011)[30]
- Международный орден «Полумесяца и звезды» первой степени и звание кавалера международного ордена «Полумесяца и звезды» Французской международной ассоциацией «Международный комитет защиты прав человека» (2011)[28];
- Награда Международного фонда сотрудничества и партнерства Черного моря и Каспийского моря (МФЧМКМ) «За особый вклад в развитие деятельности МФЧМКМ» (март 2014)[28];
- Почётное звание доктора гонорис кауза Болгарской академии наук (ноябрь 2014)[28];
- Российская премия «Фемида — 2014» в номинации «Международное сотрудничество» (февраль 2015)[28][31];
- Звания почётного профессора Академии Следственного комитета Российской Федерации (2016)[28];
- Премия Международного фонда имени Махмуда Кашгари за заслуги в сфере углубления российско-азербайджанских и турецко-азербайджанских отношений (сентябрь 2017)[28];
- Почётного профессор Смольного института Российской академии образования (2019)[28];
- Почётный профессор Института законодательства и сравнительного правоведения при Правительстве Российской Федерации (2021)[28];
- Иностранный член Российской академии наук (2022)[32].